# Sundhedsbidrag
Sundhedsbidraget var en dansk indkomstskat i perioden 2007-18. Oprindelig var den tiltænkt at finansiere hovedparten af de regionale og kommunale sundhedsudgifter, men med indførelsen af den skattereform, der blev vedtaget af Folketinget i 2009, blev sundhedsbidraget udfaset i perioden frem til 2018, og i stedet blev bundskatten forhøjet tilsvarende. 
Sundhedsbidraget var en delvis afløser for amtsskatten, som fra og med 2007 ikke længere blev opkrævet som følge af amtskommunernes (amternes) nedlæggelse i forbindelse med kommunalreformen af 2007. Indkomstskatterne i alle kommuner blev hævet med 3 procentpoint fra 1. januar 2007; dette var en andel af indkomstskatterne, som før 1. januar 2007 havde været en del af amtskommunernes indkomstskat. Denne andel skulle anvendes til kommunernes nye sundhedsudgifter, bl.a. til optræning af patienter, der lige var blevet udskrevet efter at have været indlagt på et hospital.
Sundhedsbidraget var 8 % i perioden 2007-2011 og faldt fra og med 2012 med 1 procentpoint om året. Bidraget var således 1 % i 2018, og fra og med 2019  eksisterer bidraget ikke længere i det danske skattesystem. Bundskatten steg i samme periode med 1 procentpoint årligt.
Sundhedsbidraget blev ligesom kommuneskatten beregnet ud fra skatteydernes skattepligtige indkomst og betaltes derved af alle, der efter rente- og ligningsmæssige fradrag havde en indkomst, som oversteg personfradraget. I modsætning hertil betales bundskatten af den personlige indkomst, hvori renter og ligningsmæssige fradrag ikke kan fratrækkes. Den væsentligste konsekvens af udskiftningen af sundhedsbidraget med bundskatten i 2009-skattereformen var altså en nedsættelse af rentefradragets (og de øvrige fradrags) skattemæssige værdi med ca. 8 procentpoint.
Beboerne på Danmarks østligste ø-gruppe Ertholmene (Christiansø og Frederiksø) var som de eneste fritaget for bidraget, da disse ikke tilhører en kommune, men hører under Forsvarsministeriet.